# Julius Junttila
Julius Junttila, född 15 augusti 1991 i Uleåborg, är en finländsk professionell ishockeyforward som säsongen 2018/19 spelar för HK Sibir Novosibirsk i KHL.
Julius har erfarenhet av landskamper för Finland, i såväl senior- som juniorlandslag. Han har också tagit tre FM-guld (2013/14, 2014/15, 2017/18) samt ett FM-brons (2015/16) med Oulun Kärpät.